# Mason Vale Cotton
Mason Vale Cotton (San Diego, 25 giugno 2002) è un attore statunitense, noto per aver interpretato Maynard James Delfino nella serie televisiva Desperate Housewives.
Ha un fratello maggiore, anch'egli attore, Maxwell Perry Cotton.

## Carriera
Ha iniziato a lavorare in televisione comparendo in alcuni spot pubblicitari. Ha debuttato sul set cinematografico nel 2007 con una piccola parte nel film Dennis - La minaccia di Natale, in cui interpretava un ragazzo futuristico. La sua parte più importante è quella nella serie Desperate Housewives in cui, a partire dalla quinta stagione, veste i panni del piccolo Maynard James Delfino, il figlio di Susan e Mike Delfino.
Oltre all'attività di piccolo attore, Mason si dedica anche a quella di doppiatore.

## Filmografia

### Attore

#### Cinema
- Dennis la minaccia di Natale (A Dennis the Menace Christmas), regia di Ron Oliver (2007) Uscito in home video, non accreditato
- The Spleenectomy, regia di Kirsten Smith - cortometraggio (2008)
- Radio Free Albemuth, regia di John Alan Simon (2010)
- Snake & Mongoose, regia di Wayne Holloway (2013)
- Russell Madness, regia di Robert Vince (2015)
- Mad Families, regia di Fred Wolf (2017)
- FuN?, regia di Shannon Van Metre - cortometraggio (2017)
- Scales: Mermaids Are Real, regia di Kevan Peterson (2017)
- Super, regia di Jacob Michael Keller - cortometraggio (2017)

#### Televisione
- Medium – serie TV, 1 episodio (2008)
- E.R. - Medici in prima linea (ER) – serie TV, 1 episodio (2008)
- Desperate Housewives - I segreti di Wisteria Lane (Desperate Housewives) – serie TV, 54 episodi (2008-2012)
- Mad Men – serie TV, 33 episodi (2012-2015)
- The Grinder – serie TV, 1 episodio (2016)
- Russell Maniac – serie TV, 7 episodi (2020)

### Doppiatore
- Larry & Wayne - Missione Natale (Prep & Landing), regia di Kevin Deters e Stevie Wermers - cortometraggio TV (2009)
- Kingdom Hearts Birth by Sleep (Kingudamu hātsu: Bāsu bai surīpu) – videogioco (2010) Versione inglese
- Kinect Disneyland Adventures – videogioco (2011)
- Happy Feet 2 (Happy Feet Two), regia di George Miller, Gary Eck e David Peers (2011)
- Hey Arnold! Il film della giungla (Hey Arnold!: The Jungle Movie), regia di Raymie Muzquiz e Stu Livingston – film TV (2017)

## Doppiatori italiani
Nelle versioni in italiano delle opere in cui ha recitato, Mason Vale Cotton è stato doppiato da:
- Tito Marteddu in Desperate Housewives (st. 5)
- Arturo Valli in Desperate Housewives (st. 6-8)
- Gabriele Caprio in Mad Men (s.6-7)